# Çiftlikköy, Dodurga
Çiftlikköy là một xã thuộc huyện Dodurga, tỉnh Çorum, Thổ Nhĩ Kỳ. Dân số thời điểm năm 2010 là 419 người.